# Khu du lịch sinh thái Thung Nham

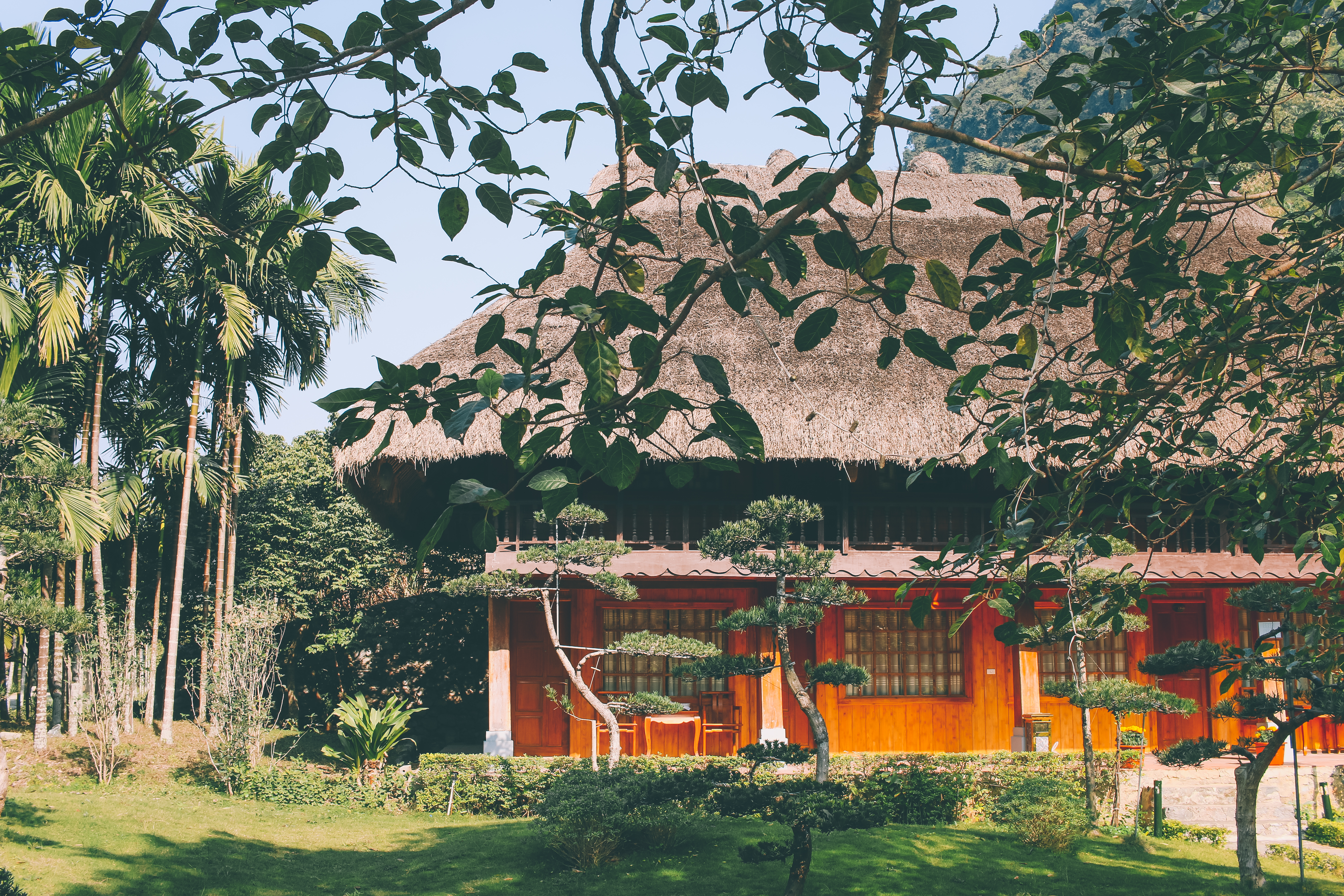
Phong cảnh khu nghỉ dưỡng Thung Nham

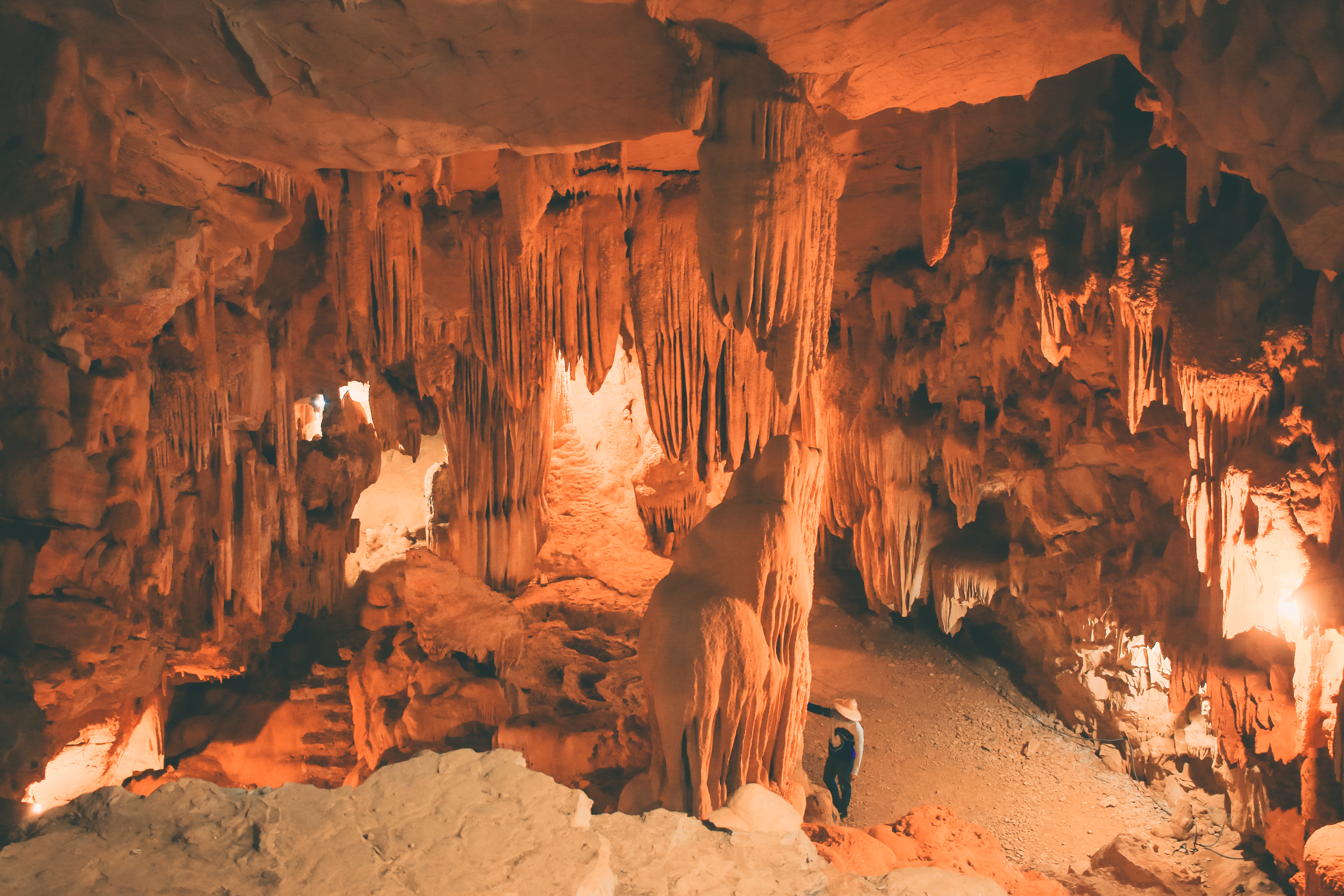
Động Vái Giời - điểm đến đầu tiên ở Thung Nham

Khu du lịch sinh thái Thung Nham là một trong những tuyến điểm du lịch thuộc vùng lõi của quần thể di sản thế giới Tràng An. Vùng du lịch này nằm trong thung đồi Hải Nham, phường Nam Hoa Lư với điểm nhấn chính là đảo xem chim tự nhiên, rừng thực vật và các hang động như: động Vái Giời, động Tiên Cá, động Thủy Cung, hang Bụt,...

## Tổng quan
Trung tâm thung đồi Hải Nham (gọi tắt là Thung Nham) rộng hơn 40 ha nằm ở trong khu rừng đặc dụng Hoa Lư với địa hình cát-tơ đá vôi trồi lên giữa vùng đồng bằng ven biển tương đối bằng phẳng của Miền Bắc Việt Nam. Vùng đá vôi nổi lên này nằm xen kẽ với hàng loạt các khe suối có nước thường xuyên và các thung lũng ngập nước theo mùa. Độ cao tuyệt đối của vùng từ 10 đến 281 m.
Thảm thực vật tự nhiên ở Hoa Lư là rừng trên núi đá vôi và rừng thường xanh trên đất thấp ở các thung lũng đan xen giữa các vùng đá vôi. Theo kết quả điều tra của Viện Điều tra Quy hoạch Rừng (FIPI) và Chi cục Kiểm lâm Ninh Bình trong các năm 1999-2000, tổng số có 577 loài thực vật bậc cao có mặt đã được ghi nhận. Có 10 loài thực vật quý hiếm được ghi trong Sách Đỏ Việt Nam đã ghi nhận trong thời gian điều tra trong đó có Tuế đá vôi.
Khu rừng văn hóa lịch sử Hoa Lư có hàng loạt các giá trị lịch sử, văn hoá và du lịch. Dưới triều đại nhà Đinh vào thế kỷ X, Hoa Lư đã được chọn là kinh đô của Việt Nam, khu vực này sau đó vẫn tiếp tục là kinh đô dưới thời Tiền Lê. Có rất nhiều đền chùa và hang động ở khu vực này.
|  |  | Nhà sàn Bông Lau                     |
|  |  | Đền Gối Đại - Cụm tâm linh chiêm bái |
|  |  |                                      |
|  |  |                                      |

## Các điểm du lịch hang động

### Động Vái Giời
Động Vái Giời được coi là hang động rộng nhất của Thung Nham. Để lên đến động, du khách cần vượt qua 439 bậc thang đá, phong cảnh hai bên đường đi khá đẹp và hoang sơ. Động Vái Giời rộng khoảng 5000m2 với 3 tầng động ẩn chứa rất nhiều măng nhũ đá lung linh huyền ảo.
Động Vái Giời cùng với động Vân Trình, động Thiên Hà là những động đẹp của Ninh Bình. Sau chuyến leo núi tới cửa động, du khách bắt đầu khám phá động Vái Giời với không khí mát lạnh xâm nhập ngay vào cơ thể và theo những bậc đá mòn in dấu chân người để xuống tầng địa ngục với những nhũ đá, hòn đá với hình khối rất độc đáo được tưởng tượng là cảnh Diêm Vương ngồi phán tội, tấm gương phản chiếu tội ác trần gian của những ai làm việc xấu, rồi 18 tầng địa ngục với núi đao, biển lửa... Ngay cửa động chính là tầng trần gian, từ đây du khách sẽ trải qua 88 bậc thang cheo leo để tới với chốn thiên đường, nơi có rất nhiều nhũ đá, tảng đá mang hình khối tượng trưng cho cõi niết bàn, bồ tát, thiên đình...
|  |  |  |  |  |  |

### Hang Bụt
Hang Bụt là một hang đá tự nhiên dài 500m. Nơi rộng nhất tới 70m, trần hang cao khoảng 30m, hang có hệ thống nhũ đá lung linh kỳ ảo. Đặc biệt trong hang có hình ông Bụt như đang hiện hữu ngồi bên cạnh dòng sông ngầm. Trong hang Bụt không có hệ thống đèn, khách du lịch và hướng dẫn viên phải cầm đèn pin để tham quan.
Hang Bụt thông xuyên qua lòng núi Tướng, là nơi ngăn cách giữa thành phố Hoa Lư và huyện Nho Quan.

### Động Tiên Cá
Động dài hơn 1500m có hệ thống nhũ đá muôn hình vạn trạng. Đây là một động ướt hay là một hang nước xuyên núi thuộc khu vực thung Nham. Trải qua hàng triệu năm thiên nhiên kiến tạo, nơi đây còn lưu truyền lại một câu chuyện về một nàng Tiên Cá hóa đá. Nhũ đá trong lòng động như những bức tranh nghệ thuật tinh xảo của tạo hóa. Trong hành trình thăm động Tiên Cá, du khách được đi trên một hành lang bằng bè tre để xuyên vào trong lòng động.
| Cửa ra Động Tiên Cá - Thung Nham Ninh Bình |  |  | Động Tiên Cá |

## Du lịch sinh thái

### Vườn Chim
Vườn chim Thung Nham trải rộng trên diện tích hơn 300ha, là nơi cư trú của khoảng 40.000 con, khoảng 5.000 tổ chim các loại, thuộc 46 loài chim. Trong đó có nhiều loài chim đã được ghi vào sách Đỏ của Việt Nam như Giang Sen, Cốc Đế nhỏ... Đồng thời Thung Nham cũng là nơi cư trú của 109 loài thực vật, 150 loài động vật, trong đó có 58 loài cá, 7 loài ếch nhái, 10 loài có vú... rất cần được bảo tồn và phát triển.

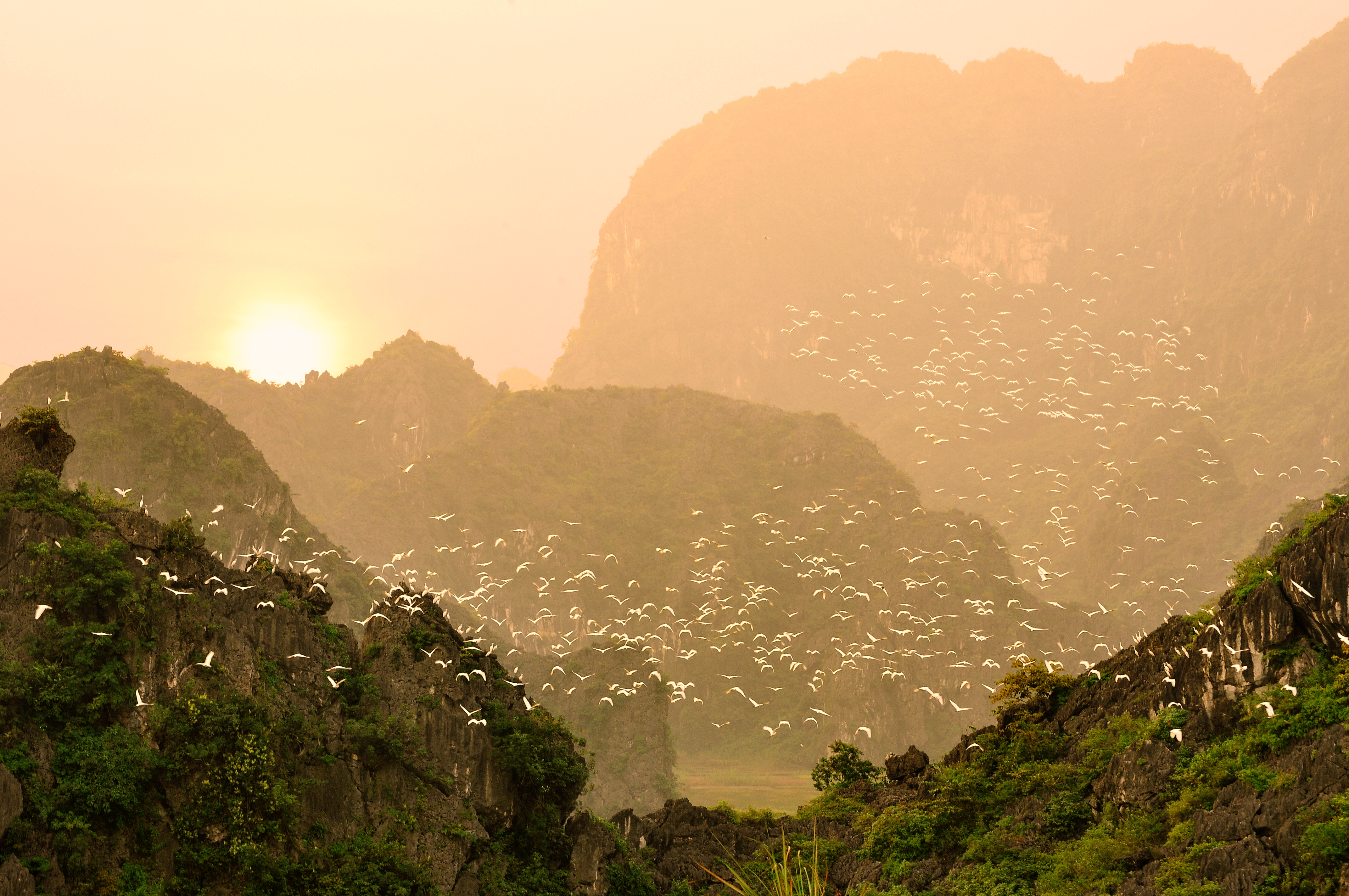
Khu du lịch sinh thái vườn chim Thung Nham cách nằm trong vùng lõi của quần thể danh thắng Tràng An, cạnh khu du lịch Tam Cốc - Bích Động.

Vườn chim là nơi cư trú và sinh sống của đa dạng các loại chim như cò, vạc, diệp, le le, mòng két, chích chòe lửa, cho tới sáo đá... Điều đặc biệt ở vườn chim là có hai loài chim đặc biệt quý hiếm được ghi trong sách đỏ là Hằng Hạc và Phượng Hoàng, một trong những linh vật nằm trong bộ tứ linh Long-Ly-Quy-Phượng. Để đi tới tham quan vườn chim, du khách có thể thuê xe đạp hoặc thuận lợi nhất là đi thuyền, người lái thuyền sẽ dừng lại ở một khoảng cách hợp lý để bạn có thể quan sát vườn chim.

### Thiên đường hoa Thung Nham
Là thung lũng có không gian thơ mộng được tạo bởi sự kết hợp hài hòa giữa cỏ cây hoa lá, những khóm Lan rừng đầy màu sắc cùng với tiếng chim kêu nhiều âm điệu làm nên những bản tình ca lãng mạn.
Khu rừng đặc dụng Hoa Lư là điểm du lịch với sự đa dạng của các hệ động, thực vật và không khí trong lành và chiêm ngưỡng sự hùng vĩ của núi rừng nơi đây.

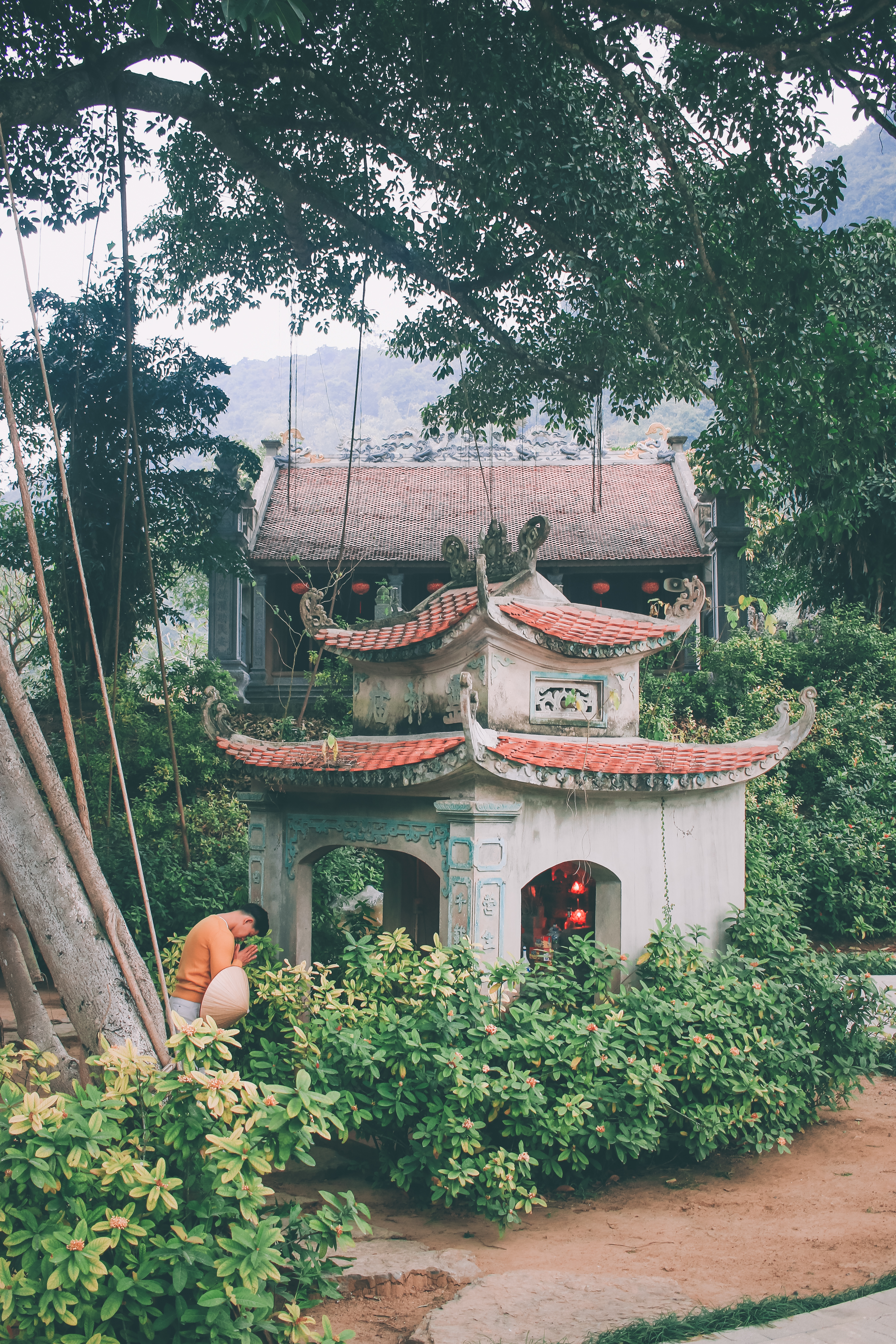
Cụm tâm linh chiêm bái Thung Nham

|  |  |  |  |  |  |  |
|  |  |  |  |  |  |  |

### Đền Gối Đại và Cây đa di chuyển
Đó là một cây cổ thụ đứng sừng sững giữ núi rừng Thung Nham, cây đa đã di chuyển ba lần quanh ngôi đền cổ và được các nhà khoa học, các nhà chuyên môn đánh giá mỗi bước di chuyển kéo dài hơn 300 năm.
Đền Gối Đại là một ngôi đền cổ, thờ vị tướng nhà Đinh là Việt Thắng đại vương cùng với 2 vị thần trấn trạch Hoa Lư tứ trấn là thần Cao Sơn và thần Quý Minh.

### Miệt Vườn
Với tổng diện tích 80000m2 trồng cây ăn trái đa dạng các loại cây của xứ sở nhiệt đới như: táo, ổi, khế, xoài, hồng, vải, na... du khách có thể thưởng thức trái cây do tự tay mình hái ngay tại miệt vườn.
Ngoài ra, tại khu miệt vườn khách du lịch có thể trải nghiệm công việc làm vườn như một người nông dân thực thụ. Những công việc như tự tay trông cây trái cũng nhưng chăm sóc thú vật.
|  |  |  |                                                                |  |
|  |  |  |                                                                |  |
|  |  |  |                                                                |  |
|  |  |  | Rượu sim và trà hoa sơn kim cúc - Đặc sản Thung Nham Ninh Bình |  |

## Cơ sở hạ tầng
Thung Nham hiện đang được Công ty cổ phần Dịch vụ thương mại và du lịch Doanh Sinh đầu tư và khai thác phát triển du lịch. Từ năm 2003, trong một cuộc phiêu du trong lòng thiên nhiên mà Ông Phạm Công Chất (người Yên Khánh, Ninh Bình, tốt nghiệp Đại học Kinh tế quốc dân) đã nảy ra ý tưởng biến cái thung lũng rậm rạp hoang vu sình lầy thành một khu du lịch sinh thái lý tưởng.
Khu nghỉ dưỡng Thung Nham với 15 dãy nhà sàn gỗ được trang bị đầy đủ các tiện nghi sinh hoạt. Hệ thống đường dạo nội bộ được triển khai với chiều dài 10 km, một mặt giúp khách du lịch có thể thoải mái di chuyển từ khu trung tâm đến tham quan khu rừng nguyên sinh trên núi đá vôi và các danh lam thắng cảnh, mặt khác giúp Ban Quản lý rừng đặc dụng Hoa Lư - Vân Long có điều kiện đẩy mạnh tuần tra bảo vệ rừng, kịp thời ngăn chặn nhiều hành vi khai thác rừng, săn bắt động vật trái phép, góp phần không nhỏ vào việc bảo vệ hệ sinh thái bền vững xung quanh khu di tích Cố đô Hoa Lư.
Đến với Khu du lịch sinh thái tổng hợp Thung Nham du khách có thể tổ chức bơi thuyền truyền thống, thuyền thiên nga, thuyền buồm... cùng với du lịch ăn nghỉ trên hồ ngắm cảnh, du lịch leo núi, thăm rừng sinh thái, thăm hang động, thăm miệt vườn, thăm rừng nguyên sinh.